# Ginosa
Ginosa város (közigazgatásilag község, comune) Olaszország Puglia régiójában, Taranto megyében.

## Fekvése
Taranto városától északnyugatra, a Murgia-fennsík déli részén fekszik.

## Története
A települést az ókorban, valószínűleg Kréta szigetéről származó görög telepesek alapították. A korabeli feljegyzések szerint félúton állt Metapontum és Tarentum között. Híressé Püthagorasz tette, aki száműzetése során itt is élt egy ideig. A településről idősebb Plinius is említést tett. A Római Birodalom bukása után többen is birtokolták (gótok, bizánciak, longobárdok, szaracénok), majd a 11. századtól kezdve a normann Szicíliai Királyság része lett. A település fellendülésében nagy szerepet játszodtak az itt letelepedő baziliánus szerzetesek. Az évszázadok során több nemesi család birtokolta, majd 1632-től a Spinola Alcanices de Los Balbases spanyol nemesi család szerezte meg. 1922-ben lett önálló község.

## Népessége
A népesség számának alakulása:

## Főbb látnivalói
A település fő látnivalója a Castello normanno (Normann erőd), mely a 11. század második felében épült Robert Guiscard parancsára a szaracén kalózok elleni védelem biztosítása érdekében.